# 頸環

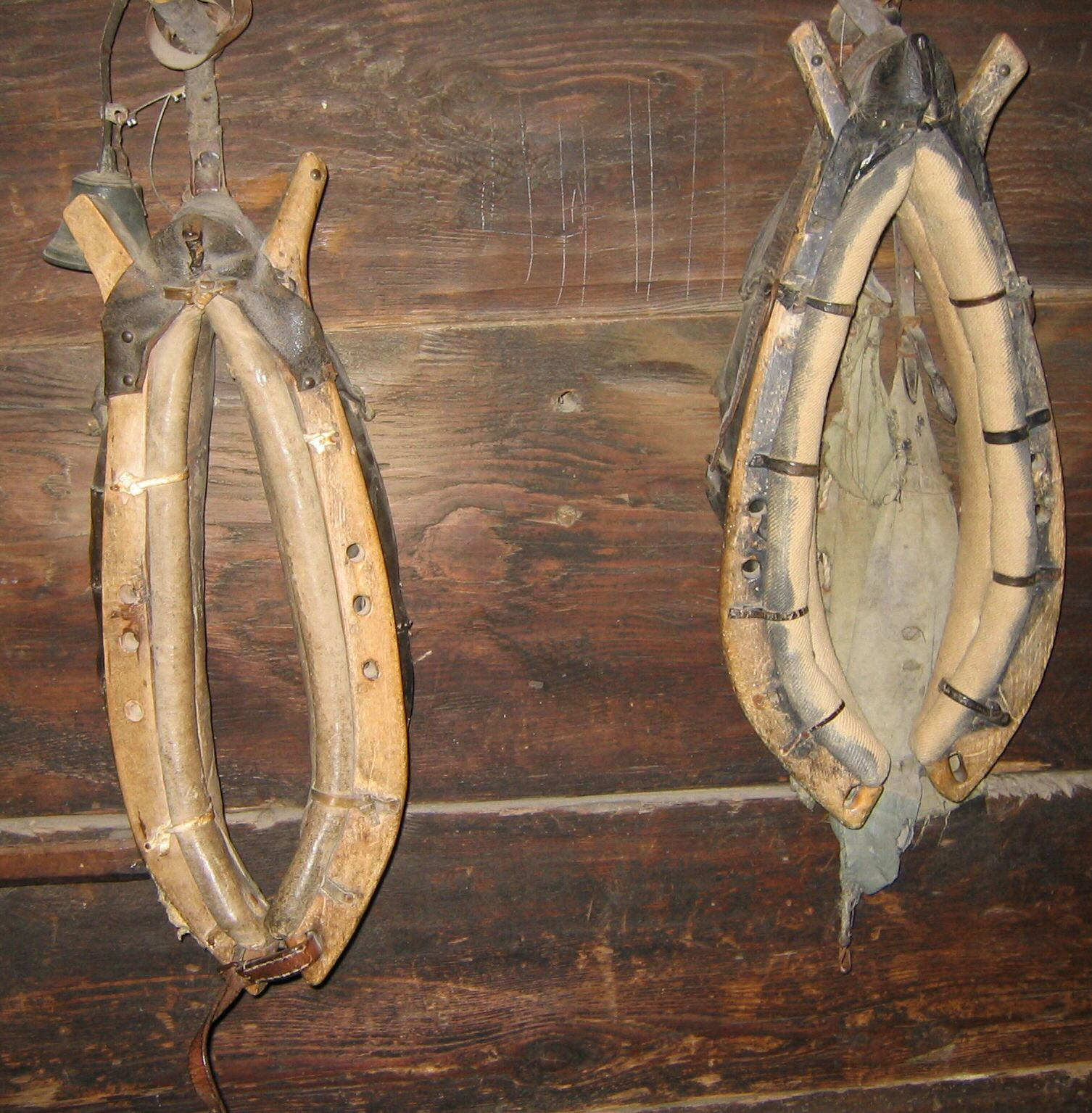
二つの頸環

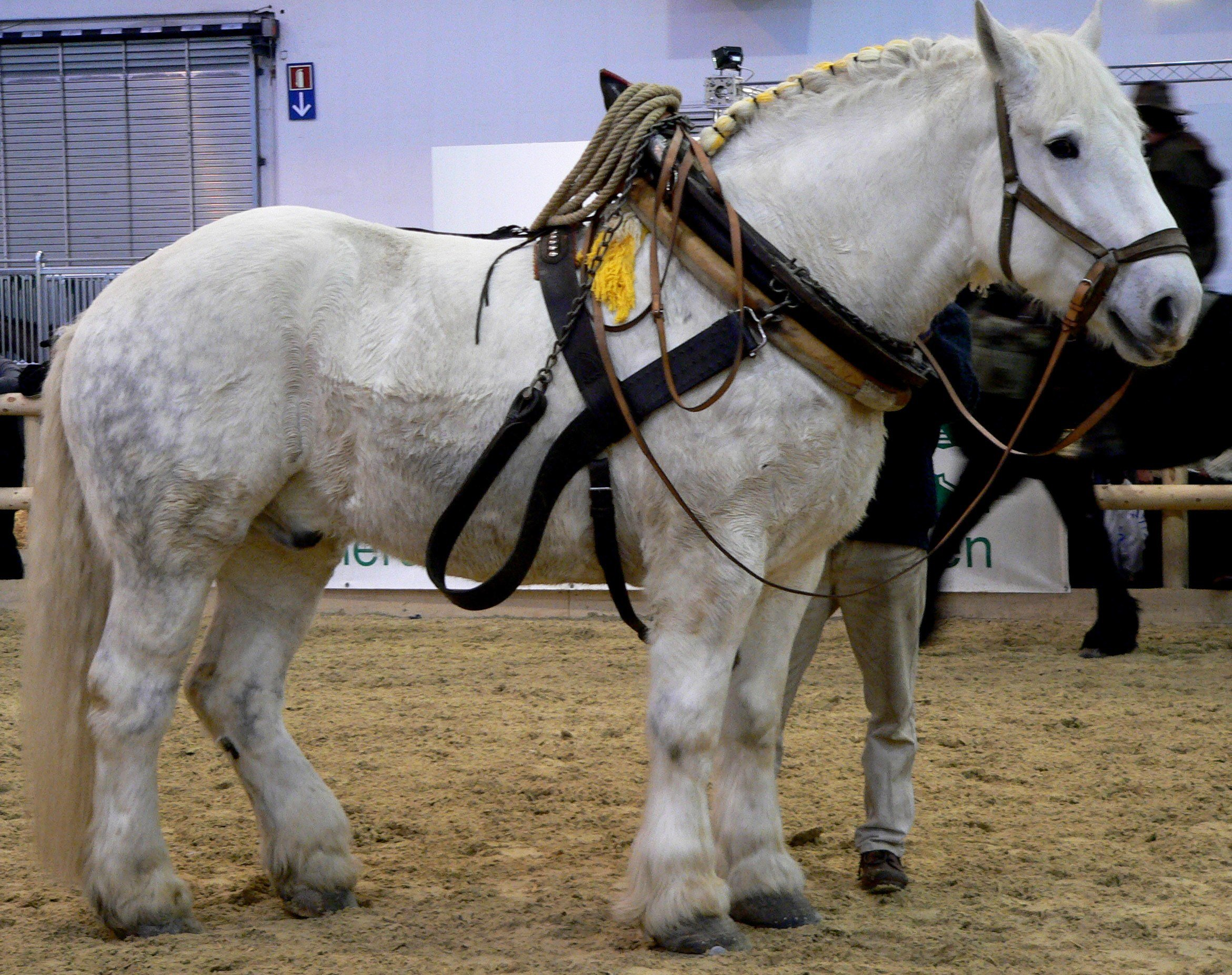
馬の首に装着された頸環

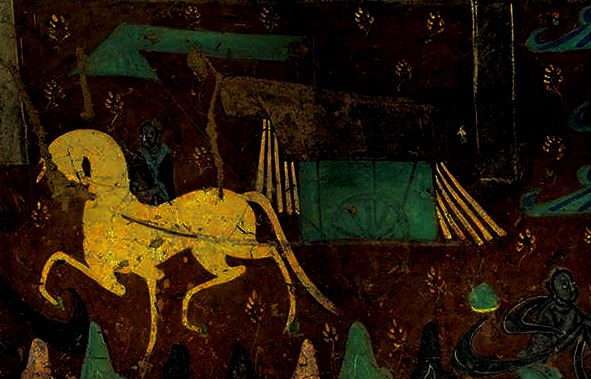
もっとも初期の頸環の例。約5世紀の中国の壁画

頸環（くびわ、英語：Horse collar）とは、馬が馬車や農耕具を曳くときに首にかける馬具。首環、わらび形などとも呼ばれる。中国では、牲口套などと呼ばれる。

## 概略
頸環ができる前は、胸や首にかけるハーネスを使用していたが問題があった。胸懸ハーネスは胸の筋肉の血管を圧迫してしまい力が発揮できず、首にかけるハーネスでは首が締まり窒息してしまい、重いものを牽引するのに向いていなかった。そのため、多くの文化圏では、重いものを運ぶときはくびき（首木）が使える牛を用いていた。
しかし、肩甲骨に当てて引くことができる頸環が導入されると、牛より速度が出せて、持続的に働ける馬を利用するようになった。この頸環は、馬以外にもラクダやラバなどにも用いられる。

## 歴史
中国の敦煌市にある5世紀の絵に見ることができる。ヨーロッパに導入されたのは12世紀ごろである 。